# Graphium decolor
Graphium decolor är en fjärilsart som först beskrevs av Otto Staudinger 1888.  Graphium decolor ingår i släktet Graphium och familjen riddarfjärilar.
Artens utbredningsområde är Filippinerna. Inga underarter finns listade i Catalogue of Life.